# Hypericum lancioides
Hypericum lancioides är en johannesörtsväxtart. Hypericum lancioides ingår i släktet johannesörter, och familjen johannesörtsväxter.

## Underarter
Arten delas in i följande underarter:
- H. l. congestiflorum
- H. l. lancioides